# Tytło
Tytło (  ҃  ) – znak dawnej cyrylicy. Stosowany w zależności od kontekstu:
- przy zapisie liczb – stawiany nad pierwszą literą ciągu liter, markował ów ciąg jako zapis liczby.
- do oznaczania skrótów, szczególnie świętych imion, ale również tytułów, jak np. car.

Liczba 1 w cyrylicy
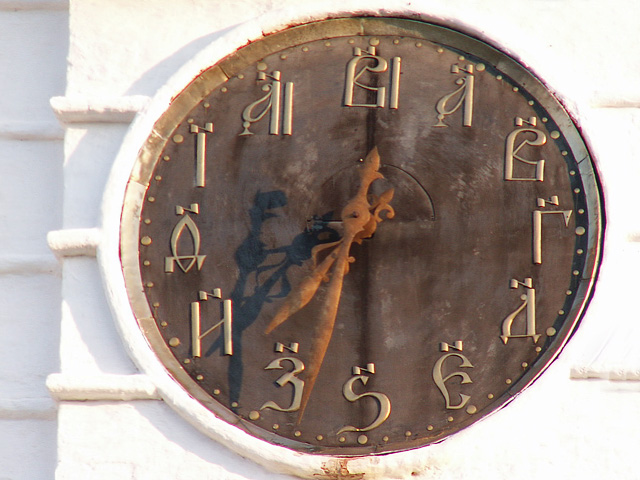
zegar na kremlu suzdalskim w Suzdalu
Skrót słowa Господь (Pan) użytego w odniesieniu do Boga